# Клён Чоноски
Клён Чоноски (лат. Acer tschonoskii) — вид деревьев рода Клён (Acer) семейства Сапиндовые (Sapindaceae). Вид назван в честь японского ботаника Сугавы Тёносукэ.

## Ботаническое описание

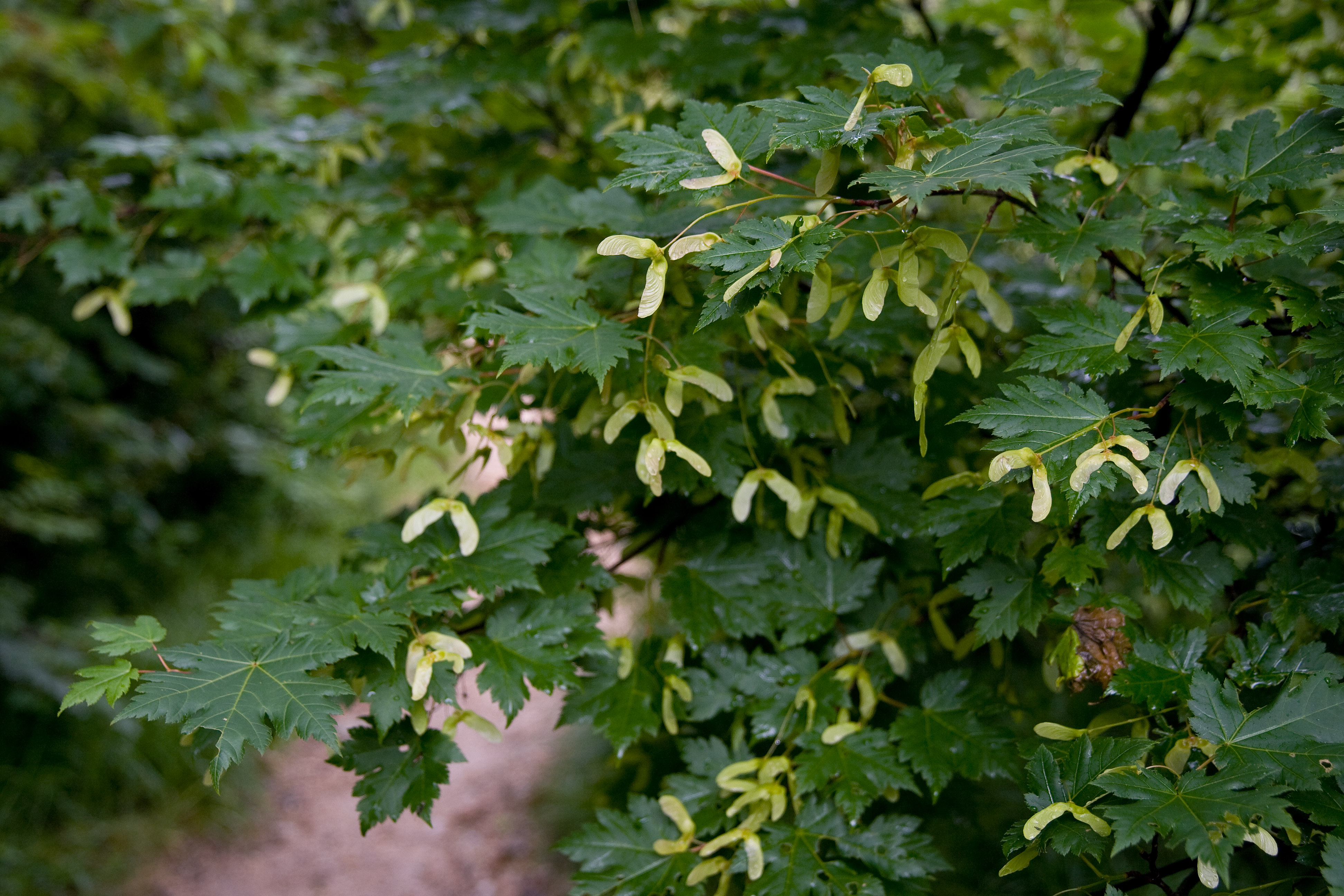
Растение в стадии плодоношения с крылатками

Листопадный кустарник или дерево высотой 10–13 м. Кора серо-коричневого цвета. Ветви красновато-коричневые, слегка полосатые, голые.
Почки шиловидные, яйцевидно-ланцетные, с двумя парами лопастных чешуек. Листья треугольно-яйцевидные, основание сердцевидное, с пятью лопастями, верхняя поверхность тёмно-зелёная, нижняя бледнее, часто с ржавым опушением в осях жилок и по вторичным жилкам, края резко дважды пильчатые, доли яйцевидные с вершиной заострённой до хвостовой; черешок 3–5 см длиной, красноватый, голый или опушённый и слегка бороздчатый; осенняя окраска от жёлтой до красной.
Соцветие пазушное или конечное, рацемозное, прямостоячее, ~10 соцветий, 2–5 см длиной. Цветки желтовато-зелёные, 5-мерные, обычно андродиэциевые; цветоножки 1–1,5 см длиной, чашелистики узкопродолговатые 0,4–0,5 см длиной, лепестки обратнояйцевидно-продолговатые, немного короче или длиннее чашелистиков, тычинок 8, вставлены снаружи нектарного диска. Тычинки 1,4–2,3 см длиной, крылья тупо расправлены.
В Северном полушарии цветёт с апреля по июль, плодоносит в октябре.

## Распространение и экология
Естественно произрастает в Японии (Хоккайдо, северная и центральная части Хонсю, Сикоку, Кюсю) и на Южных Курилах.
Растёт в лесах умеренного субальпийского пояса, часто вдоль гребней высоких горных склонов, на высотах от 1400 до 2500 м.

## Использование
Один из наименее инвазивных, самых простых в выращивании и выносливых видов клёнов, тем не менее по-прежнему редко используется в садах.
Завезённый в Великобританию в 1902 году и в Северную Америку за десять лет до этого, этот вид в основном ограничен специализированными коллекциями, хотя и не лишен садоводческих достоинств: осенью он приобретает жёлтую или красную окраску. Самый крупный экземпляр в Великобритании растёт в Уэстонберте, Глостершир, в 2002 году его высота составляла 8 м.